# Caravel·la portuguesa
El borm de vela o caravel·la portuguesa (Physalia physalis) és una espècie d'hidrozou.

## Característiques
És molt comuna a la mar oberta en totes les aigües càlides del planeta, especialment a les regions tropicals i subtropicals dels oceans Pacífic i Índic. També es troba al corrent del golf atlàntic i, recentment, també se n'ha trobat a la Mediterrània. Amb aparença de medusa, la caravel·la és, en realitat, un organisme colonial els individus del qual s'especialitzen per a mantenir viva la colònia. Es tracta d'una agrupació de meduses i hidroides que es divideixen el treball: digestió, detecció de preses, defensa i navegació. La caravel·la portuguesa no té ulls, ossos ni anus, i excreta directament per la boca. A més de la vela gelatinosa que li permet recórrer els oceans impulsada pels vents, les marees i els corrents marins, del cos central pengen nombrosos tentacles que li serveixen per a agafar les preses i amb els quals pot aplegar a tindre una llargària de 30 metres.
Aquests tentacles estan proveïts de càpsules urticants denominades cnidocists, que poden paralitzar un peix gros i afectar seriosament l'ésser humà. Aquestes càpsules, després d'un estímul apropiat, alliberen un filament buit espirulat d'una sola utilitat anomenat nematocist, que pot ser de diferents tipus: simples ventoses, prolongacions llargues dels tentacles que s'enrotllen al voltant de la presa, i pues o espines que poden injectar una proteïna que paralitza la presa.
Els tentacles tenen com a objectiu envoltar la presa i introduir-la a la boca fins a la cavitat gastrovascular, on comença la digestió.
És una de les meduses que es poden trobar al litoral català, tot i que molt rarament.

## Predadors
La tortuga careta menja en la seua dieta habitual aquesta espècie d'hidrozou. Això és possible perquè la pell de l'aparell digestiu d'aquesta tortuga és molt gruixuda i no pot entrar-hi el verí. Altres espècies que s'alimenten habitualment de la caravel·la portuguesa són la bavosa de mar blava (Glaucus atlanticus), i el caragol de mar púrpura (Janthina janthina). Per altra banda, se sap que els polps manta (del gènere Tremoctopus) són immunes al seu verí.

## Etimologia
El nom comú d'aquesta espècie, caravel·la portuguesa, prové del seu nom portuguès caravela portuguesa, i es diu així per la part aèria del cos, és a dir, la part que normalment és damunt de l'aigua, que és similar a una vela triangular dels vaixells portuguesos dels segles XV i XVII, que també s'anomena vela llatina.

## Galeria

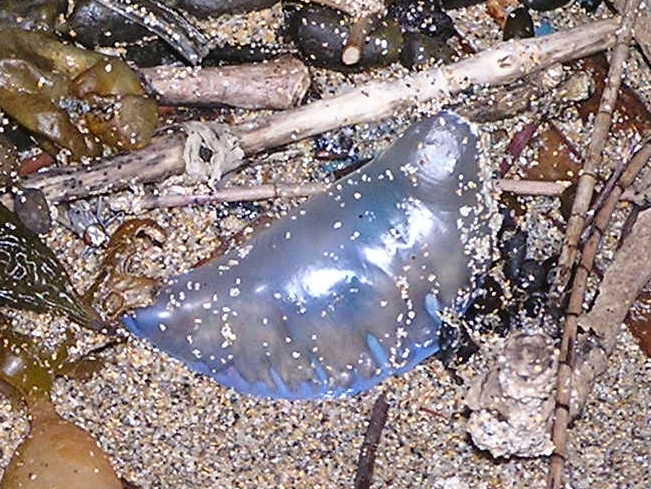
Caravel·la portuguesa a la costa australiana. Només és visible la part aèria del cos
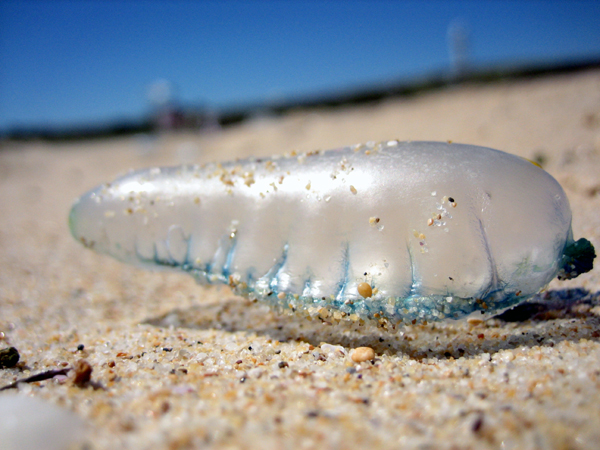
Caravel·la portuguesa a Wollongong Beach
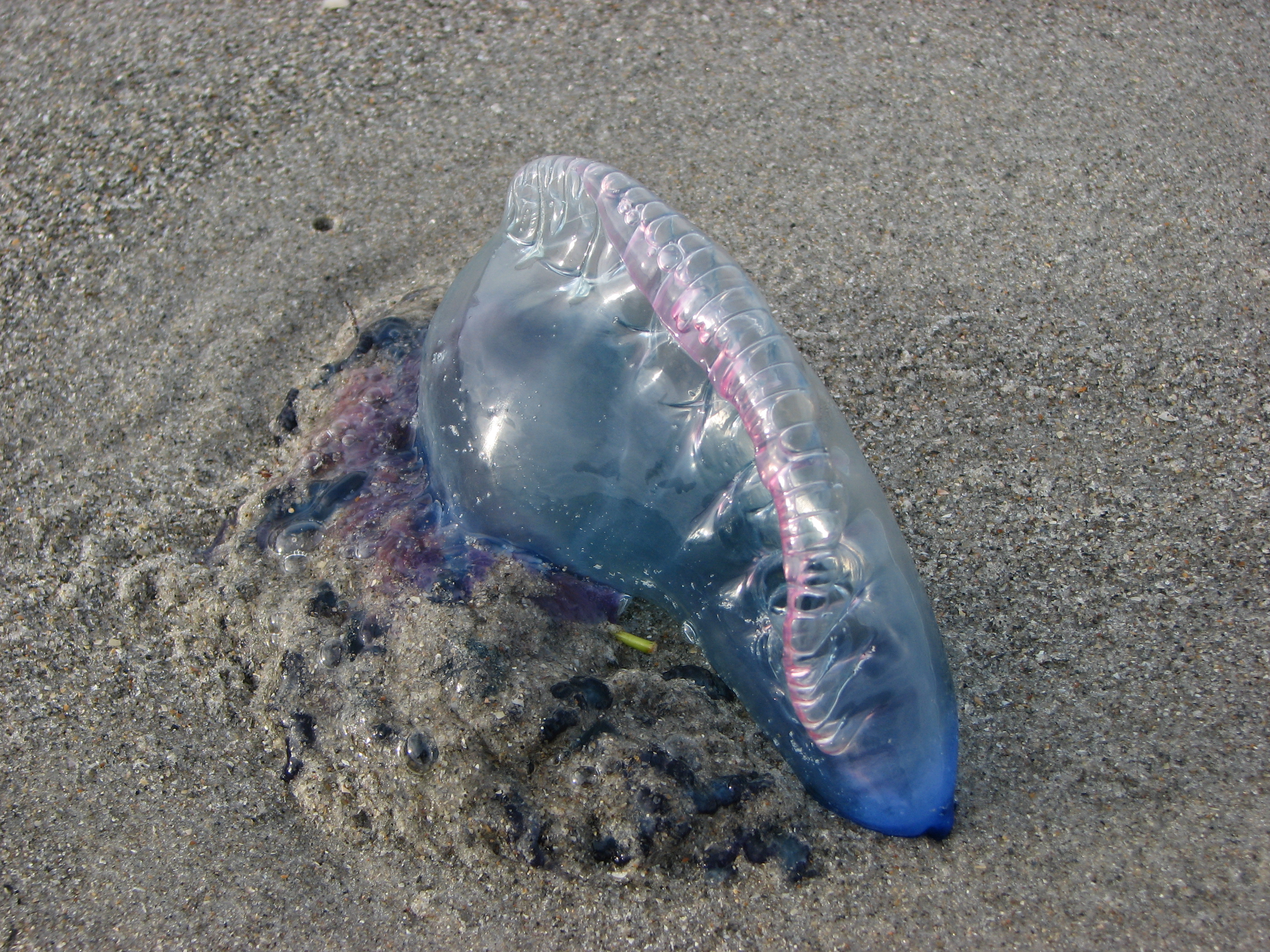
Caravel·la portuguesa a la costa de Melbourne, Florida
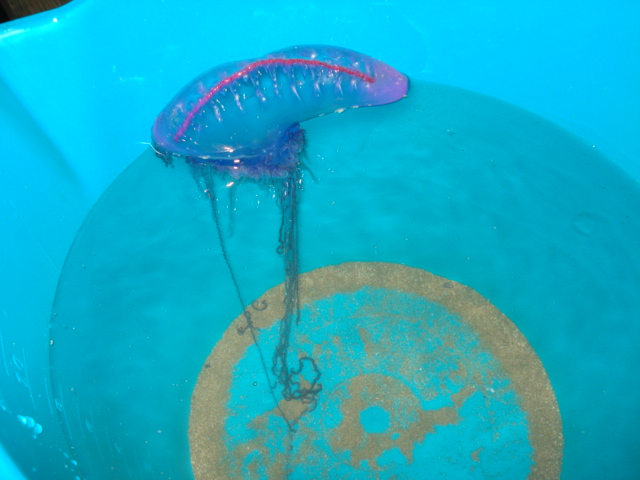
Caravel·la portuguesa capturada viva a la platja Mayaro, Trinidad (Tobago)
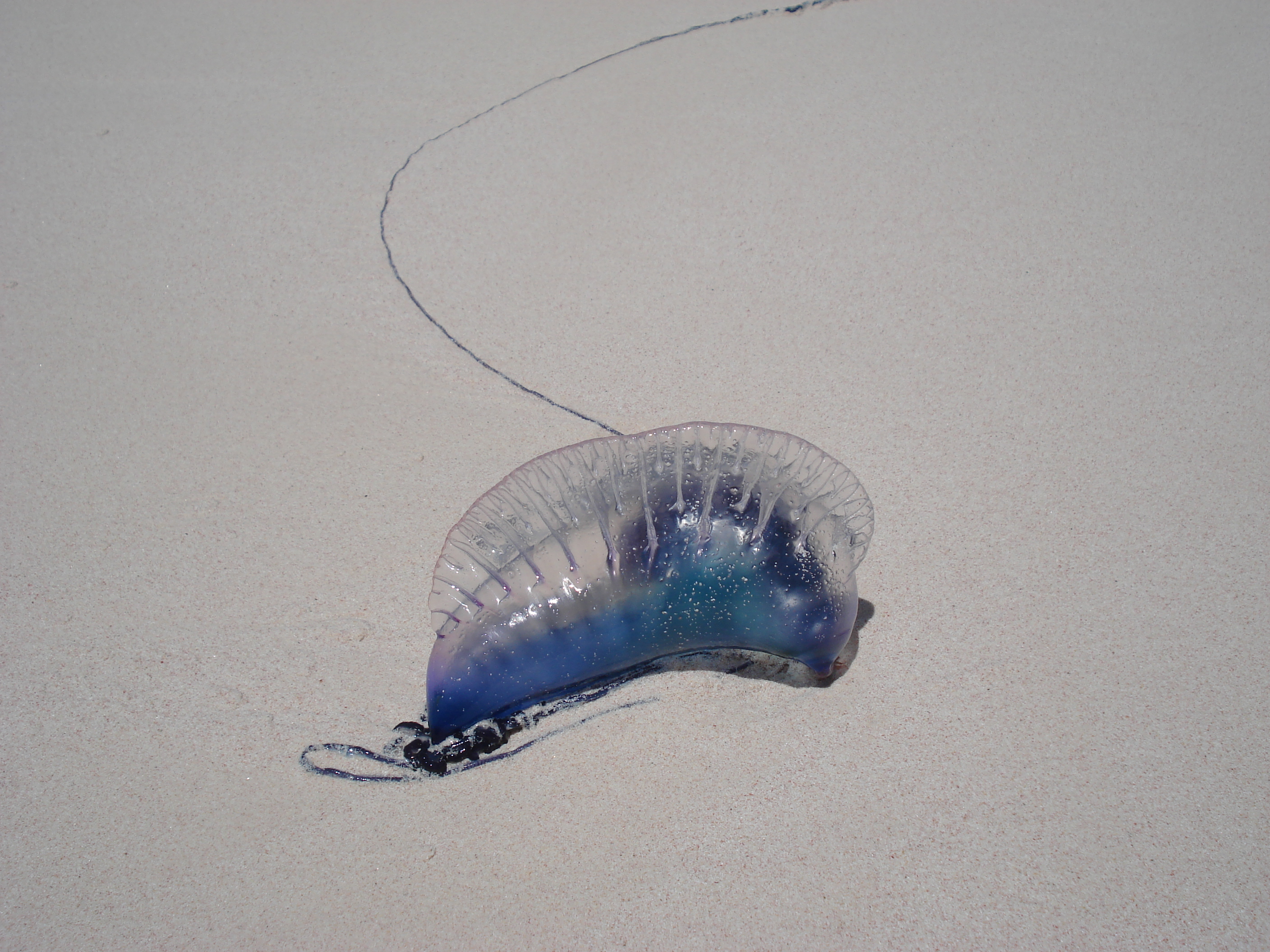
Caravel·la portuguesa a la platja de la badia Horseshoe, Bermudes